# Paul Weiner
Paul Weiner és un artista contemporani estatunidenc conegut per les seves pintures, escultures i dibuixos que tracten temes de simbolisme americà, hibridació cultural, lloc, política i violència. Viu i treballa a Denver, Colorado. Les obres de Weiner han estat incloses en museus sense ànim de lucre i universitaris com Mana Contemporary, HF Johnson Gallery of Art at Carthage College, Leeds Arts University i York St John University, així com en diverses exposicions internacionals a Austràlia, Bèlgica, Alemanya, el Regne Unit i els Estats Units.

## Vida
Paul Weiner va néixer a Denver, Colorado, el 1993 i es va criar a Aurora, Colorado. Weiner es va graduar a la Universitat de Syracuse amb una llicenciatura en Belles Arts. Va créixer a poca distància del lloc de la massacre de Columbine i, més tard, del tiroteig al teatre d'Aurora del 2012.

## Obra
Weiner és conegut sobretot per les seves pintures monogravades de la bandera americana a gran escala i les seves obres al carbó vegetal sobre tela. Aquestes obres destaquen per fer avançar el llinatge de la pintura de la bandera americana utilitzant la bandera americana com a pinzell i material en lloc d'un element il·lusionista o símbol pictòric. Les obres gestuals i abstractes al carbó vegetal de Weiner, que fan referència a esdeveniments actuals, es creen utilitzant branques de salze gegants i detritus del seu estudi. Un article a Westword explica com, al seu estudi, "pràcticament totes les superfícies estan cobertes per una capa de carbó vegetal i pintura". L'ús d'aquests processos es va mostrar a les obres exposades a la Galeria Krupic Kersting de Colònia, Alemanya, que van rebre reaccions diverses en cercles crítics. En una ressenya dels aspectes més destacats de l'exposició del 2018 del Düsseldorf Cologne Open, Alexandra Wach de Die Welt va comentar que les obres de Weiner són "weniger lieblich" o "menys boniques", però que també donaven una idea de les sensibilitats fosques de la seva generació pel que fa a la política i la democràcia americanes. Wach també va comentar l'obra de Weiner a Monopol Magazin für Kunst und Leben, on va descriure les seves pintures de banderes americanes com una "spätromantische Ode an den Untergang" o "una oda romàntica tardana a la caiguda". En un article del 2017 sobre la residència de Weiner a Long Road Projects a Jacksonville, Madeleine Peck Wagner, de Folio Weekly, va descriure les seves pintures de banderes com a "dissenyades per desafiar les nocions de patriotisme, nacionalisme i ansietat de l'espectador (i les seves pròpies)" i va remarcar que "la censura és un tema proper a l'artista. Les seves obres anteriors tractaven sobre com es difon la informació —pintures que semblen documents redactats— i aquestes obres de banderes prenen el teixit literal del patriotisme com a material".
Weiner també és conegut per les seves primeres sèries d'obres centrades en el judici legal que envolta James Holmes i el tiroteig al teatre Aurora del 2012, que comenten l'esperit de l'època d'una ciutat sacsejada per la violència massiva i suggereixen qüestions perifèriques relacionades amb la censura dins del sistema legal americà. En el període previ a una exposició del 2016, Sarah Ward de Concrete Playground va descriure com "la comunitat que l'artista de Denver Paul Weiner anomenava seva va ser sacsejada per la tragèdia quan un home va obrir foc en un cinema de Colorado" i "els horribles esdeveniments van desencadenar un altre tipus d'art: una resposta". 5280 Magazine descriu com les seves pintures redactades, que són transcripcions directes de documents legals importants d'aquest judici, "es van tornar de naturalesa més conceptual" i "aquelles línies negres fosques es van convertir en un element recurrent en les primeres exploracions de Weiner sobre el tema. Kate Mothes, de Young Space, descriu l'impacte de la "violència, especialment en la proximitat del cinema Aurora i el seu impacte en la seva comunitat" i com "va inculcar un significat i una importància completament nous com a expressió del jo, la política de la pintura i el seu entorn".

### Exposicions
Les exposicions individuals i col·lectives de Weiner han tingut lloc a Mana Contemporary, Chicago, Illinois; HF Johnson Gallery of Art, Carthage College, Kenosha, Wisconsin; Leeds Arts University, Leeds, Anglaterra; York St John University, York, Anglaterra; Krupic Kersting Gallery, Colònia, Alemanya; TWFINEART, Brisbane, Austràlia; Durden and Ray Gallery, Los Angeles, Califòrnia; Re:Art, Brooklyn, Nova York; MARQUEE Projects, Bellport, Nova York; SABOT/MIMI/FASTER, Berlín, Alemanya; Long Road Projects, Jacksonville, Florida; Alto Gallery, Denver, Colorado; Chabah Yelmani Gallery, Brussel·les, Bèlgica; YIA Art Fair, Brussel·les, Bèlgica; ARTBandini Fair, Los Angeles, Califòrnia; Miscellaneous Press, Los Angeles, Califòrnia; i CTRL+SHFT, Oakland, Califòrnia, entre d'altres.